# Regering-Zapatero I

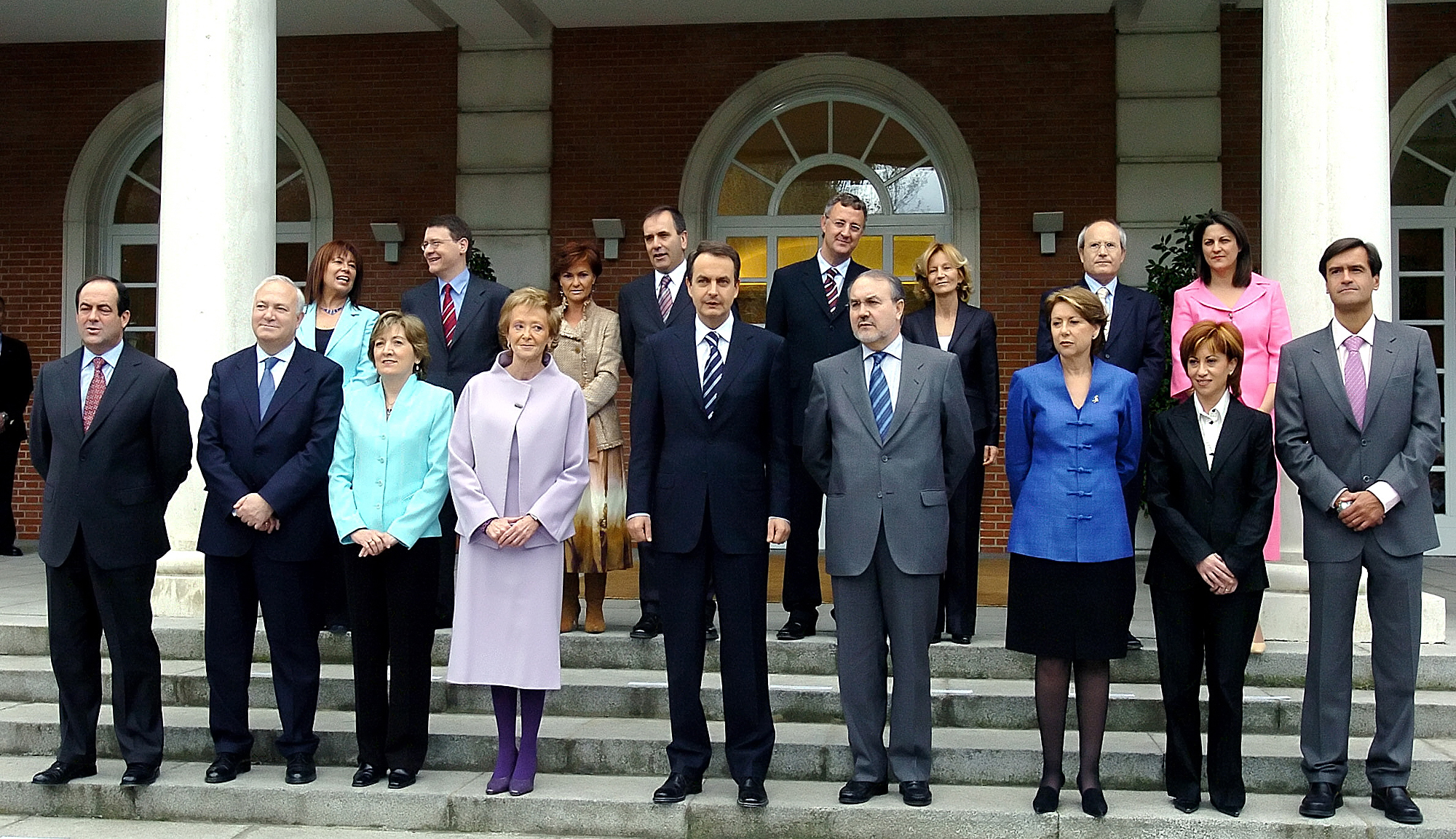
Ministers tijdens de Spaanse legislatuur VIII

De regering-Zapatero I bestond uit ministers die door de Spaanse premier José Luis Rodríguez Zapatero in zijn ministerraad benoemd zijn, nadat zijn socialistische arbeiderspartij PSOE de parlementsverkiezingen van 2004 gewonnen had, en zitting hadden tijdens legislatuur VIII. Deze legislatuur is begonnen op 2 april 2004, de ministerraad nam officieel zitting op 18 april. De legislatuur duurde tot en met 31 maart 2008.

## Regering–Zapatero I (2004–2008)
| Ambtsbekleder                   | Ambtsbekleder                     | Ambtsbekleder                            | Functie                                           | Ambtstermijn     | Ambtstermijn     | Partij     |
| ------------------------------- | --------------------------------- | ---------------------------------------- | ------------------------------------------------- | ---------------- | ---------------- | ---------- |
|                                 | José Luis Rodríguez Zapatero      | José Luis Rodríguez Zapatero (1960)      | Premier                                           | 17 april 2004    | 21 december 2011 | PSOE       |
|                                 | María Teresa Fernández de la Vega | María Teresa Fernández de la Vega (1949) | Eerste- vicepremier                               | 17 april 2004    | 20 oktober 2010  | O          |
| Minister van het Presidentschap | María Teresa Fernández de la Vega | María Teresa Fernández de la Vega (1949) |                                                   | 17 april 2004    | 20 oktober 2010  | O          |
| Regerings- woordvoerder         | María Teresa Fernández de la Vega | María Teresa Fernández de la Vega (1949) |                                                   | 17 april 2004    | 20 oktober 2010  | O          |
|                                 | Pedro Solbes                      | Pedro Solbes (1942–2023)                 | Tweede- vicepremier                               | 17 april 2004    | 7 april 2009     | O          |
| Minister van Financiën          | Pedro Solbes                      | Pedro Solbes (1942–2023)                 |                                                   | 17 april 2004    | 7 april 2009     | O          |
| Minister van Economische Zaken  | Pedro Solbes                      | Pedro Solbes (1942–2023)                 |                                                   | 17 april 2004    | 7 april 2009     | O          |
|                                 | José Antonio Alonso               | José Antonio Alonso (1960–2017)          | Minister van Binnenlandse Zaken                   | 17 april 2004    | 12 april 2006    | PSOE       |
|                                 | Alfredo Pérez Rubalcaba           | Alfredo Pérez Rubalcaba (1951–2019)      | Minister van Binnenlandse Zaken                   | 11 april 2006    | 11 juli 2011     | PSOE       |
|                                 | Miguel Ángel Moratinos            | Miguel Ángel Moratinos (1951)            | Minister van Buitenlandse Zaken                   | 17 april 2004    | 20 oktober 2010  | PSOE       |
|                                 | Juan Fernando López Aguilar       | Juan Fernando López Aguilar (1961)       | Minister van Justitie                             | 17 april 2004    | 12 februari 2007 | PSOE       |
|                                 | Mariano Fernández Bermejo         | Mariano Fernández Bermejo (1948)         | Minister van Justitie                             | 12 februari 2007 | 24 februari 2009 | O          |
|                                 | José Montilla                     | José Montilla (1955)                     | Minister van Industrie, Handel en Toerisme        | 17 april 2004    | 8 September 2006 | PSOE (PSC) |
|                                 | Joan Clos                         | Joan Clos (1949)                         | Minister van Industrie, Handel en Toerisme        | 8 September 2006 | 14 april 2008    | PSOE (PSC) |
|                                 | José Bono                         | José Bono (1950)                         | Minister van Defensie                             | 17 april 2004    | 12 april 2006    | PSOE       |
|                                 | José Antonio Alonso               | José Antonio Alonso (1960–2017)          | Minister van Defensie                             | 12 april 2006    | 14 april 2008    | PSOE       |
|                                 | Elena Salgado                     | Elena Salgado (1949)                     | Minister van Volksgezondheid                      | 17 april 2004    | 10 juli 2007     | PSOE       |
|                                 | Bernat Soria                      | Bernat Soria (1951)                      | Minister van Volksgezondheid                      | 10 juli 2007     | 7 april 2009     | O          |
|                                 | Jesús Caldera                     | Jesús Caldera (1957)                     | Minister van Arbeid en Sociale Zaken              | 17 april 2004    | 14 april 2008    | PSOE       |
|                                 | María Jesús San Segundo           | María Jesús San Segundo (1958–2010)      | Minister van Onderwijs                            | 17 april 2004    | 12 april 2006    | O          |
|                                 | Mercedes Cabrera                  | Mercedes Cabrera (1951)                  | Minister van Onderwijs                            | 12 april 2006    | 7 april 2009     | PSOE       |
|                                 | Magdalena Álvarez                 | Magdalena Álvarez (1952)                 | Minister van Infrastructuur                       | 17 april 2004    | 7 april 2009     | PSOE       |
|                                 | Elena Espinosa                    | Elena Espinosa (1960)                    | Minister van Landbouw                             | 17 april 2004    | 20 oktober 2010  | PSOE       |
|                                 | Cristina Narbona                  | Cristina Narbona (1951)                  | Minister van Milieu                               | 17 april 2004    | 14 april 2008    | PSOE       |
|                                 | Jordi Sevilla                     | Jordi Sevilla (1956)                     | Minister van Regionale Zaken en Publieke Diensten | 17 april 2004    | 10 juli 2007     | PSC        |
|                                 | Elena Salgado                     | Elena Salgado (1949)                     | Minister van Regionale Zaken en Publieke Diensten | 10 juli 2007     | 7 april 2009     | PSOE       |
|                                 | Carmen Calvo                      | Carmen Calvo (1957)                      | Minister van Cultuur en Sport                     | 17 april 2004    | 10 juli 2007     | PSOE       |
|                                 | César Antonio Molina              | César Antonio Molina (1952)              | Minister van Cultuur en Sport                     | 10 juli 2007     | 7 april 2009     | O          |
|                                 | María Antonia Trujillo            | María Antonia Trujillo (1960)            | Minister van Huisvesting                          | 17 april 2004    | 10 juli 2007     | PSOE       |
|                                 | Carme Chacón                      | Carme Chacón (1971–2017)                 | Minister van Huisvesting                          | 10 juli 2007     | 14 april 2008    | PSOE (PSC) |